# R藤本
R藤本（アールふじもと、本名：藤本 博史（ふじもと ひろし）、1981年3月16日 - ）は、日本のお笑いタレント（ピン芸人）。福岡県久留米市出身。吉本興業所属。NSC東京校10期と同期扱い。

## 経歴

### デビュー前
久留米市立日吉小学校、福岡大学附属大濠高等学校卒。県内有数の進学校、福岡県立明善高等学校を受けるが不合格。当時、高校時代の成績は学年2位。寮生活で「暗い話しか出てこない」高校生活を送っていた当時、福岡でも放送されていた「吉本超合金」の影響で「大阪にいいイメージを持っていた」こともあり、推薦入学で明治大学と関西大学の選択肢があった中、関西大学に進学。大阪府吹田市に移住し、約9年間同市内に在住する。同大学中退後に会社員をしながら「シモネタブラザーズ（株）」 というコンビを結成し、年に一回の活動として2003年から2005年のM-1グランプリの予選に参加していた。

### インディーズ時代
2006年1月のR-1グランプリの予選参加をきっかけに、インディーズでピン芸人として本格的に活動しはじめた。NSC出身ではないため、R-1初出場の2006年をデビュー年としており、NSC東京の出身者では、10期生のオリエンタルラジオ、はんにゃ.、フルーツポンチらが同期にあたる。
2006年5月 からお笑い番組『R藤本の水曜はじけてまざれ!』（ニコニコ生放送）の旧スタッフである、放送作家の若林寛朗（当時の芸名は浴衣舟）と「ミスター・チルドレン」というコンビを組んでいた。2007年2月に「羅生者」に改名 するも、2ヶ月ほどで解散。また、そのコンビで2006年M-1グランプリの予選にも参加している。

### 芸人活動に専念
ピン芸人として活動していた当初は「RJ藤本」という名前で、『アンパンマン』のキャラクターであるジャムおじさんの物真似ネタをしていた。ジャムおじさんのネタをする際はRJ藤本、後に『ドラゴンボール』のベジータのネタをする際にはRV藤本と名乗っていたが、まもなくR藤本に統一された。
2007年7月 から、2008年8月25日に解散するまでコンビ「ぴっかり高木とR藤本」を組んで活動していた。コンビの時にはそれぞれ『ドラゴンボール』の登場人物であるベジータ（R藤本）、ナッパ（ぴっかり高木）の物真似でネタを披露していた。
2007年末にニコニコ動画内のよしもと公式コンテンツ「よしよし動画」で『よしよし動画 60秒エピソードバトル3』が公開され一躍人気となった。その後も公式動画や公式生放送などに出演が続き、ニコニコ動画で活躍する「ニコニコ芸人」の先駆けとなった。

### 東京進出
2008年に東京に移住。
ニコニコ動画での人気を受け、2008年12月12日（ニコニコ生放送がユーザー生放送を開始した日）に「よしよし動画」で『R藤本の生配信やってみた』を配信。その後2009年5月13日に『R藤本の水曜はじけてまざれ!』が放送開始。ニコニコ生放送（チャンネル放送）最古の番組である。
2012年8月21日、ニコニコ動画の新機能「ブロマガ」提供開始。それに伴いR藤本の単独チャンネル『R藤本のユーモアチャンネル』が開設された。
2013年6月、R藤本のYouTubeチャンネル『R藤本の遊びにいってやろうぜ！』が開設。
2014年4月27日から「ドラゴゲリオンZ」 というユニット名で桜 稲垣早希とユニット活動 を行っている。
2016年9月7日、ニコニコ生放送『ベジータとカイジがレトロゲーム実況』 が放送開始。

### アイデンティティと共演増加
2016年11月3日に『DB芸人コントライブ「超コント伝説」』を主催。DB芸人ライブに田島直弥（アイデンティティ）が初出演 以降、アイデンティティとの共演が増えた。
2018年2月からバラエティ番組『まろに☆え〜るTV』（とちぎテレビ）にレギュラー出演。アイデンティティ、山本正剛（BANBANBAN）の4人での活動が増える。2018年8月1日からYouTubeチャンネル『GuuGoo(ぐーぐう)』にレギュラー出演。アニメキャラを封印した素の芸人としての面白さが見られると話題になる。
2019年10月23日、『R藤本の水曜はじけてまざれ!』が放送500回を達成。
2020年6月23日から2021年6月29日まで、Mildomで「吉本自宅ゲーム部」『ベジータ様のゲーム地獄』をレギュラー放送。
2020年8月23日に『新生紀ドラゴゲリオンZ』が最終回を迎えた。それに伴って、ドラゴゲリオンZ（ベジータとアスカ）でのコンビ活動はなくなり、事実上の解散状態。ただし、素の状態では『GuuGoo』で共演しており、ネタの一環で再びベジータとアスカに扮した事もある。
2021年7月、アイデンティティとユニット「アイデンR」を組み、キングオブコント2021やM-1グランプリ2021にエントリーしている。
2021年9月27日、『GuuGoo(ぐーぐう)』番組内で「久留米ほとめき通り商店街PR大使」に任命されたことを発表。

## 人物・エピソード

### 人物像
- 子供の頃のあだ名はダイエー。理由は本名が当時福岡ダイエーホークスに在籍していた藤本博史と同姓同名であるため。
- 芸人活動としてこだわっていることは、「ブレない」ことであるという[40]。
- ベジータの物真似に加え、『ドラゴンボール』を「100は読んでる」と自称する[41]だけに知識もかなり豊富[1]であり、各所でその博識ぶりを披露している。『ドラゴンボール』の単行本は紙媒体と電子書籍の両方で全巻を所持している[42]。
  - 『ドラゴンボール超』までのドラゴンボール全エピソードの中で好きなシリーズを尋ねられた際には、「生残者グラノラ編」だと語っている[43]。
- 大喜利が好きでその腕前にも定評がある[1]。大阪のインディーズ芸人時代より数々の大喜利ライブで好成績を収めている。大喜利を行う際にはベジータに扮することなく素の状態になることもあり、インディーズの大喜利ライブなどでは「ギャリック亭アール」「ギャリックひろし」などの変名を使うこともある。ベジータとして大喜利をする際は『ドラゴンボール』に絡めた回答（むしろドラゴンボール縛り）をすることが多い。
- 2012年10月17日更新の『不毛な議論Podcast』で「大川知英（ニブンノゴ!）を通じて鳥山明に公認をもらった」と発言している。ブログにも許可をもらったとの記載がある[44]。2013年3月2日放送の「タスガク」では、「自称鳥山明公認芸人」と紹介された。
- 無人島で誰ともかかわらずに花を植えて暮らすのが夢[45]。
- 絶叫マシンが大の苦手であり、軽いジェットコースターやゴンドラに乗っただけで憔悴してしまう[46][47]。厳格な家庭で育った関係で遊園地の楽しみ方もよく分からず、アトラクションも楽しいか否かではなく、「怖いか？怖くないか？」しかないと言う[48]。

### 芸名
- 「R藤本」の「R」の由来は元々「RJ（リアルジャムおじさん）藤本」「RV（リアルベジータ）藤本」と名乗っていたところから、強いて言えば「リアル（Real）」の「R」であると言える[10]。しかし、R藤本本人は「長いし面白くない」[49] という理由で、公の場でこの由来を語ることはあまりない。
- 2021年9月17日放送の『華丸の「先生!染まりんしゃったね...。」』(RKB毎日放送)で「第一回染まりんしゃったね武道会」に敗北し、今後は「らっきょう」の「R」になると決まった。

### 私生活
- 趣味は大学時代にサークル活動で始めたスキューバダイビング[1]。素人時代にM-1グランプリに出場した際には、同サークルの先輩と出場している[5]。魚（主に観賞用）に関する知識も豊富で、インターネットラジオ『おしゃべりやってまーす第2放送』では、リスナーからの魚に関する質問に答えるコーナーを持っているほか、魚のカードゲームを自作・披露している。また、ダイビング中にヘラヤガラに命を助けられたことがある。好きな刺身はサンマの刺身[50]。
- 動物好きで、特に小鳥が好き。ペットにセキセイインコの「クーちゃん（ベジータ時には「トランクス」と呼ぶ）」を飼っている[51]。「金持ちになって、家に小鳥専用の部屋を作るのが夢」とも語っている[52]。元々実家に動物が多く、インコが多い時で30羽以上いたほか、シベリアンハスキー、イグアナ、ハムスター、熱帯魚、アヒルなど多数飼育されていたことに影響された[5]。
- 『まろに☆え〜るTV超』の「DB芸人Wikipediaクイズ」ではこの「小鳥専用の部屋を作る」の記述が「Wikipediaに書かれたR藤本の夢」として出題されたが、本人は覚えておらず「無人島で誰ともかかわらず花を植えて暮らす」と回答した[45]。
- ボードゲーム・カードゲームに詳しい[1]。「おしゃべりやってまーす第2放送」の自身のコーナーでボードゲーム・カードゲームを紹介したり、ボードゲーム・カードゲームの番組やイベントに呼ばれたりしている。また番組の空き時間にスタッフや演者とプレイすることもある。
- 生配信企画の動画配信内で学生時代はシミュレーションゲームが好きで、『デザエモン』や『RPGツクール』、『THE タワー』をプレイしていたと語っている。また、同じDB芸人のスタジオカドタに朗読させるために、『サウンドノベルツクール』を使って彼を主役にしたオリジナルノベルゲーム「カドタたちの夜」を作成している[53]。
- スーパーロボット大戦シリーズも好き[54] で、スーパーロボット大戦αシリーズではクスハ・ミズハを使っていたことをクスハ役の声優の高橋美佳子に語ったこともある。
- 「28まで付き合っていた地球の女（大阪）を弁護士にとられた」と2014年4月27日のニコ生で桜 稲垣早希に公表させられる[55]。
- 高校入学時に入寮させられて以来、両親とは疎遠になり、現在は連絡先すら知らない。医者で厳格な父親との確執で15年以上会っていないため、顔も覚えていないという。祖父母とは、生前連絡を取っていたため祖父母経由で情報が伝わっていたが、祖父母亡き後は「親族でつながりある人間がいない」とのこと[5]。
- 高校時代は闇落ち中だったらしく、記憶を消去したぐらいだった。クラスに友達がおらず、卒業式が終わった後はすぐに帰宅し卒業アルバムを捨てたという[56]。

### 交友関係
- 2008年9月25日には、ベジータの声を演じる声優の堀川りょうと初対面したことを公式ブログに記している[57]。後年には互いのYouTubeチャンネルのいくつかの動画にて共演し合っている[58]。
- 山里亮太（南海キャンディーズ）とは関西大学の先輩後輩の関係で、プライベートでも親交がある。初対面はバラエティ番組『南パラZ!』（関西テレビ）に出演した時[59]。「おしゃべりやってまーす第2放送」でも山里と共演していた[60]。
- バッファロー吾郎A、せきしろ、アイアム野田（鬼ヶ島）、ザ・ギースなどと「ユーモア軍団」としてイベントなどを開催している[60]。ユーモア軍団のメンバーとはプライベートでも親交があり、せきしろや高佐一慈（THE GEESE）とは「R藤本のユーモアチャンネル」で一緒に番組を配信している[61]。
- 宮野真守、高橋美佳子、中原麻衣、相沢舞、岩澤俊樹、置鮎龍太郎、儀武ゆう子、榊原ゆい、佐々木未来、鈴木裕斗、寺島惇太、濱健人、松来未祐、佳村はるかなどの声優との共演も多い。その中でも『おしゃべりやってまーす第2放送』で共演していた宮野真守、高橋美佳子とは特に仲が良い。
- R藤本が『ドラゴンボール』のベジータの物真似芸をすることから、同じアニメキャラ物真似芸人[62]、『ドラゴンボール』のキャラ物真似芸人[24] との共演が多い。
- アニメキャラ芸人でもある桜 稲垣早希（アスカ）、若井おさむ（アムロ）とは「劇団アニメ座」で共演している[62]。
- R藤本がCzecho No Republic（チェコ・ノー・リパブリック）のラジオ番組に出演[63] したのを切っ掛けに、バンドぐるみで交流が盛んとなっている。お互いの主催ライブを見に行ったり、プライベートでも飲みや誕生日会に参加するなどしている[64]。

#### おしゃ2系列
- R藤本の公式プロフィールの実績に『おしゃべりやってまーす第2放送』を上げている[9]。先輩の山里亮太の紹介で、2009年以降、何度かゲストに出演した。その時の反響の大きさやリスナーの後押しにより2011年よりレギュラーで出演となり、宮野真守、高橋美佳子とのトークは一躍人気となった。番組中、宮野から『機動戦士ガンダム00』のOVAを借りたり、リスナーからPS3や3DSをプレゼントしてもらうこともあった。共演をきっかけに、宮野のファンクラブイベントでMCを行ったり、『宮野真守のRADIOアニメロミックス〜STARRING!〜』で、番組のゲスト候補の3人の中の1人に名前が上がったことがある。また、高橋のラジオ番組のゲストに呼ばれたり、高橋がR藤本の出演するライブを見に行ったことを同番組で報告している。他にも高橋が呼びかけを行い、R藤本、宮野、高橋とおしゃ2構成作家の長田宏の作家で集まりゲームをしたことを同番組で語っていた。
- 『おしゃ2』や『K'z Station』の同系列番組『平松会議中』、『二次元同好会総本部』で、加藤るみ、松井玲奈、中西優香、平松可奈子、古川愛李などのSKE48メンバーとの共演も多くしていた。
- K'z Stationの番組『おしゃべりやってまーすF』、『おしゃべりやってまーすS』では、元SKE48の小林亜実、梅本まどかと共演していた。

#### DB芸人
- 2008年3月12日にお笑いライブ「トッパレード3」で、『ドラゴンボール』のヤムチャの物真似芸人のバード238と初共演[65][66]。
- 2008年4月26日、27日にLIVE STAND08で、『ドラゴンボール』のフリーザの物真似芸人の山本正剛（BANBANBAN）と初共演[67][68]。その後、イベントや自身のインターネット番組のゲストで呼ぶなど共演をすることが多くなった。
- 『R藤本の水曜はじけてまざれ!』（ニコニコ生放送）で、『ドラゴンボール』のヤムチャの物真似芸人の「バード238」、ピッコロの物真似芸人の「渡部一丁」、ラディッツの物真似芸人の「昆布ちゃん（元海山昆布）」等と共演している[24]。
- 2009年のM-1グランプリではバード238と2人で『バード238とR藤本』というコンビを組んで出場するも、2回戦で敗退となった[69]。また2015年のM-1グランプリではR藤本、ぴっかり高木、海山昆布の3人で『サイヤ人地球襲来!』というトリオを組んで出場[2] するも2回戦敗退した。
- M-1グランプリ2010に渡部一丁、バード238とのトリオ『ベジータとピッコロとヤムチャ』として出場しようとしていた。しかし、エントリーしたにもかかわらず出演者の欄に名前がなく出場できなかったので不参加になっている[70]。

## ドラゴンボール芸人として
「ドラゴンボール」のキャラクターに扮してネタなどを行う芸人（通称「DB芸人」）を集めて積極的にイベントを行っている。

## 芸風
- 『ドラゴンボール』の登場人物であるベジータの物真似をしながらネタを披露する。客の拍手の後に「チッ、汚ねえ拍手だ」と言うのが定番である[73]。これは『ドラゴンボール』の「へっ！きたねえ花火だ」という台詞[注 3] とかけている。
- R藤本本人は、「ベジータは“物真似”ではなく“人格”」[10] と語っており、ベジータとして舞台上にいる間や画面に映っている間（いわゆる「客前」）はキャラを一切崩さず、「R藤本さん」と呼ばれても必ず「ベジータだ! 」と返す。本来のR藤本の事は「ただの気弱な地球人」[74]などと表し、あくまで別人として振る舞う。
- 目標とする芸人はゆうたろう。理由は「キャラがぶれない、どこへ行ってもスベらない、何だかんだで（テレビなどに）出ている」。
- ｢ビーックビックビックビッグバンアターック! ｣というビックカメラとビッグバンアタックをかけた一発ギャグがある。これは「本家ベジータが絶対に言わないセリフ」の一つとして堀川りょう本人が披露したこともある[75]。
- コンビ時代はドラゴンボールネタのほかに、『アンパンマン』のネタがあった。その場合は、ぴっかり高木がアンパンマン、R藤本がジャムおじさんとなった[10]。しかし、ドラゴンボールキャラで人気が出てからは、滅多に登場しなくなっている。

### ものまねレパートリー
ベジータ以外のR藤本の物真似のレパートリーとして、以下のものがある。
アニメ
- ジャムおじさん（それいけ!アンパンマン）
- コウ・ウラキ（機動戦士ガンダム0083 STARDUST MEMORY）
- 服部平次（名探偵コナン）
- 鴉（幽☆遊☆白書）
- アンドロメダ瞬（聖闘士星矢）

ジャムおじさん以外はいずれもベジータ同様に堀川りょうが演じたキャラクターである。
有名人
- 加藤鷹
- 山崎まさよし

## 受賞歴
- 2007年 第2回転脳児杯 準優勝
- 2011年 第22回ビックワン大喜利世界一決定戦 優勝
- 2011年 バトルオワライヤルNEXT 優勝[9]
- 2012年 ダイナマイト関西ヤングマスター 優勝[9]
- 2013年 フットンダ王決定戦2014出場枠争奪！勝ち抜きバトル 優勝[3]
- 2014年 転脳児杯 決勝戦4 優勝[9]
- 2014年 ダイナマイト関西2014 決勝トーナメント大会進出 ベスト8[9]
- 2015年 ダイナマイト関西2015 団体対抗戦 優勝
- 2016年 転脳児杯 決勝戦12 優勝[9]
- 2016年 ダイナマイト関西2016オープントーナメント大会 決勝大会進出 ベスト4[9][76]
- 2018年 転脳児杯 決勝戦18 優勝
- 2019年 ギャグラリー23 ミドル級3代目チャンピオン[9]

## 評価
- R藤本が東京に進出して2日目（2008年10月）に出演したイベント後に、山里亮太（南海キャンディーズ）が「絶対に売れるヤツが大阪から来たよ」と語っていた[59]。
- よしもとクリエイティブ・エージェンシー（当時）所属の全芸人を対象にした【最新調べよしもと芸人人気ランキング】（2012年6月5日付）で32位になる[77][注 4]。

## 出演

### テレビ番組

#### 現在の出演番組
不定期出演
- それって!?実際どうなの課[27]（日本テレビ系列、2019年4月24日初出演[78] - 2021年9月22日、複数回出演）
- 千原ジュニアの座王[79]（関西テレビ、2019年8月4日初出演[80] - 複数回出演）

#### 過去の出演番組
レギュラー
- まろに☆え〜るTV
  - まろに☆え〜るTV〜とちぎの旅!ワクワクすっぞ!〜[81]（とちぎテレビ、2018年2月1日 - 3月29日）
  - まろに☆え〜るTV-Z（とちぎテレビ、2018年10月1日 - 2019年2月25日）
  - まろに☆え〜るTV超（スーパー）（とちぎテレビ、2020年10月8日 - 2024年12月26日）※GYAO!でも1話分を前後編に分けて配信

不定期出演
- ほぼほぼ〜真夜中のツギクルモノ探し〜[注 5]（テレビ東京、2016年5月4日 - 5月18日、10月9日、10月16日、2017年4月2日）

単発・スペシャル
コンビ「ぴっかり高木とR藤本」での出演歴についてはぴっかり高木とR藤本#出演番組を参照。
- ミュージャック（関西テレビ、2008年8月1日[注 6]、2012年10月19日[注 7]、2014年5月3日）
- R-1リターンズ2008（2008年8月24日）
- 麒麟の部屋（毎日放送、2008年9月16日）
- スパイスTV どーも☆キニナル!（フジテレビ、2008年11月6日）※再現VTR、Take2東 役
- ジャイケルマクソン（毎日放送、2009年1月7日）
- なべあちっ!（フジテレビ、2009年3月17日）
- 言語遊戯王 THE TV（テレビ東京、2011年1月3日）
- シルシルミシル（テレビ朝日、2011年2月9日）
- おはスタ（テレビ東京系列、2011年5月30日）
- ドリームクリエイター（テレビ東京、2011年9月11日、2012年3月7日）
- 新進気鋭（日本テレビ、2012年9月22日）
- バカソウル（テレビ東京、2012年9月29日 - 2013年9月21日）※「劇団アニメ座」として不定期出演
- TBS若手ディレクターと石橋の土曜の3回（TBSテレビ、2012年12月15日）
- タスガク＜DO!深夜＞（フジテレビ、2013年3月2日）
- スッキリ!!（日本テレビ、2013年3月7日）※クイズッスのコーナーに出演
- BS吉テレ「デジ魂」（BS日テレ、2013年6月18日、2013年7月23日）
- カスペ!・アニメアカデミー〜1億3千万人が選ぶ不朽の名作〜（フジテレビ、2013年7月30日）※「劇団アニメ座」として出演
- ゴッドタン（テレビ東京、2013年8月25日、2013年10月20日、2014年2月9日、2014年8月10日、2014年11月22日）
- ナカイの窓（日本テレビ系列、2013年9月4日、2015年9月9日、2016年1月20日）
- アグレッシブですけど、何か?（広島ホームテレビ、2013年10月3日）
- 日本で一番早いお笑いバトル！「フットンダ王決定戦2014」（日本テレビ、2014年1月1日）※「フットンダ」若手バトルで優勝して出場権を獲得した[3]。
- ヒットの秘密（テレビ東京、2014年9月28日）※VTR出演。山里亮太のヒットの秘密を語った。
- 特捜警察ジャンポリス（テレビ東京、2014年10月17日[注 8]、2016年3月25日、2017年4月1日）
- 水曜日のダウンタウン（TBSテレビ、2015年1月21日、2020年12月9日)
- ニッポン元気計画! 眠れるスター目覚ましバラエティ“ハックツベリー”（テレビ東京、2015年3月21日、2015年5月23日）※「劇団アニメ座」として出演
- ものまねグランプリ（日本テレビ、2015年9月22日、2016年4月5日、2019年10月15日）
- センニュウ★感（テレビ東京、2015年11月15日、2016年1月10日、2016年3月27日）
- AKB48のあんた、誰?（NOTTV、2015年11月26日）
- 村上マヨネーズのツッコませて頂きます!（関西テレビ、2016年1月25日）
- 『ぷっ』すま（テレビ朝日系列、2016年4月30日）
- 24時間テレビにいがた（テレビ新潟、2016年8月28日）
- オイコノミア（NHK Eテレ、2016年11月9日）
- IPPONスカウト（フジテレビ、2016年11月12日）
- 雨上がりの「Aさんの話」〜事情通に聞きました!〜（朝日放送、2016年11月22日）
- ウチのガヤがすみません!（日本テレビ、2017年1月15日、2017年8月29日、2017年9月12日）
- 博多大吉の気になるけん呼んでみた（テレビ西日本、2017年3月21日）
- トップ目とったんで!（TBSチャンネル1）
  - NMB48須藤凜々花の麻雀ガチバトル! りりぽんのトップ目とったんで!（2017年3月26日）
  - NMB48村瀬紗英の麻雀ガチバトル!さえぴぃのトップ目とったんで!（2018年6月3日）
- 深夜に発見!新shock感〜一度おためしください〜（テレビ東京、2017年9月11日、2017年11月20日、2019年7月7日、2020年2月5日、2020年9月12日、2021年3月20日）
- 夢はここから深夜放送 ラッキー（青森朝日放送、2017年9月15日）
- 勇者ああああ（テレビ東京、2018年1月12日、2018年2月16日、2018年9月7日）
- 10万円でできるかな（テレビ朝日系列、2018年2月28日）
- 有吉ゼミ（日本テレビ、2018年9月3日）
- 爆笑そっくりものまね紅白歌合戦スペシャル（フジテレビ、2019年9月21日）※堀川りょうのものまね
- 嵐にしやがれ（日本テレビ系列、2019年10月19日）※「劇団アニメ座」として出演
- エージェントWEST!（朝日放送テレビ、2019年10月27日、2019年11月3日）
- ヒルナンデス（日本テレビ、2020年3月25日）
- 山里・宮野のお忍び旅（BSフジ）
  - 山里・宮野のリモートお忍び旅～世界に伝えたい日本の魅力～[82]（BSフジ、2020年9月26日）※天の声で出演
  - 山里・宮野のお忍び旅～ついにロケ出られましたSP～[82]（BSフジ、2021年8月29日）※ベジータの状態で出演
  - 山里・宮野のプライベートお忍び旅[82]（BSフジ、2022年1月30日、2023年8月26日、2024年11月2日）※素の状態で出演
- ReAL eSports News（テレビ朝日、2020年12月14日、2020年12月21日）
- 華丸の「先生！染まりんしゃったね...。」（RKB毎日放送、2021年6月25日 - 7月9日、9月4日 - 9月17日、2023年8月13日、9月3日 - 9月17日、2024年10月20日 - 11月10日）
- 教えてもらう前と後（TBS系列、2021年7月19日）
- 東大王（TBSテレビ、2021年9月15日、2021年10月13日、2021年10月27日、2022年12月14日）
- ラヴィット!(TBSテレビ系列、2021年9月21日 - 複数回出演)
- ボスに恥をかかせるな!山里軍団vs森田軍団旅バトル（関西テレビ、2023年2月20日、2023年2月27日）
- 千原ジュニアのヘベレケ（東海テレビ放送、2023年10月26日）
- お願い!ランキングpresentsパジャピコ（テレビ朝日、2024年4月3日、2024年4月10日、2024年4月17日）
- 証言者バラエティ アンタウォッチマン!（テレビ朝日系列、2024年8月27日）
- さんまのお笑い向上委員会（フジテレビ系列、2024年11月30日）
- はてなのてん（TVQ九州放送、2024年12月14日、2024年12月21日、2025年4月12日、2025年4月26日、2025年5月3日）
- 有吉ぃぃeeeee!そうだ!今からお前んチでゲームしない?（テレビ東京系列、2025年6月1日）

### テレビアニメ
- ドラゴンボール改（フジテレビ、2010年5月9日）声優として、フリーザの部下 役〈第56話「フリーザはボクが倒す! もう1人の超（スーパー）サイヤ人」〉
- あいまいみー -妄想カタストロフ-（AT-X他、2014年）ドノヴァン協長〈第1話、第12話〉、叫び〈第2話、第12話〉、ジェイク〈第7話〉 役

### ラジオ
- 髭男爵山田ルイ53世のルネッサンスラジオ（文化放送、2009年12月9日）
- レコメン!（文化放送、2010年8月2日）
- RADIPEDIA（J-WAVE、2011年12月15日、2012年6月4日）

2012年1月11日から2012年12月17日までと、2013年3月5日に「星野源のRADIPEDIA」内「神様! 仏様! ベジータ様!」のコーナーに音源のみで出演していた。
- ITADAKIラジオ（FMサルース、2012年6月16日）
- 水曜JUNK 山里亮太の不毛な議論（TBSラジオ、2012年8月1日[9]、2012年8月22日、2012年10月17日、2012年11月21日、2013年1月2日、2013年5月15日、2014年4月10日、2014年4月24日、2015年1月1日、2015年3月12日[注 9]、2015年3月19日、2015年4月16日、2016年1月1日、2016年3月17日、2016年10月6日、2017年1月4日、2022年1月27日、2023年2月9日）
- よしもと下克上（TBSラジオ、2012年8月18日、2012年8月25日、2012年12月8日、2012年12月15日、2013年1月5日 - 2013年1月26日[注 10]、2013年6月16日、2014年3月23日）
- 古川登志夫のくるくるドリーム（MID-FM、2013年3月15日）
- チェコ・ノー・リパブリックのオールナイトニッポン0(ZERO)（ニッポン放送、2014年10月22日、2015年3月18日）
- アッパレやってまーす!（MBSラジオ、2015年7月16日）
- 高柳明音の生まれてこの方（アール・エフ・ラジオ日本、2015年12月6日）
- Snow Man 佐久間大介の待って、無理、しんどい、、（文化放送、2023年12月16日）

### CM
- 映画『DRAGONBALL EVOLUTION（ドラゴンボール・エボリューション）』DVD＆ブルーレイ発売CM

（日本テレビ、2009年7月25日 - 1週間ほど深夜にて）※谷桃子と共演

### MV
- アッシュ・Kamakura（2010年）[84][85]
- プピリットパロ・サバイバルエリート（2017年）[86][87]
- 煌めき☆アンフォレント・太陽系◉ワンダーラスト（2020年）[88][89]
- プピリットパロ・ロマンティックあげるよ（2021年）[90]
- プピリットパロ・No.1（2023年）[91][92]

### インターネット配信

#### 現在の出演番組
レギュラー
- R藤本の水曜はじけてまざれ!（ニコニコ生放送、2009年5月13日 - ）※よしよし動画、毎週1回放送
- R藤本のユーモアチャンネル（ニコニコ生放送、2012年9月3日 - ）※チャンネル放送、毎月2回放送
- ベジータとカイジがゲーム実況シリーズ（ニコニコ生放送）※チャンネル放送、毎週1回放送
  - ベジータとカイジがドラクエ3実況（2016年7月[9] 21日 - 2016年8月24日）
  - ベジータとカイジがレトロゲーム実況[9]（2016年9月7日 - ）
- GuuGoo(ぐーぐう)（YouTube、2018年8月1日[9][注 11] - ）

不定期出演
- タカサ大喜利倶楽部（YouTube、2018年5月8日 - ）※不定期ゲスト出演

不定期放送
- R藤本の遊びにいってやろうぜ!（YouTube、2013年9月3日開始）※シリーズ物のみ下記記載
  - DBやろうぜ!!（2016年2月12日 - ）
  - レジェンズやろうぜ!!（2018年6月6日 - ）
  - DB English（2018年10月19日 - 2020年1月19日、休止中）
  - ベジータが「FF7リメイク」生実況（2020年4月10日 - 2020年4月19日）※全13回
  - ベジータが「聖剣伝説3 TRIALS of MANA」生実況（2020年4月24日 - 2020年5月3日）※全8回
  - ベジータとカカロットがオーバークック2!（2020年5月15日 - 2020年7月13日）※全11回
  - ウラキ少尉が第4次スパロボ生実況（2020年5月15日 - 2020年6月20日）※全19回
  - ウラキ少尉がスーパーロボット大戦64初見プレイ＆生実況（2020年8月14日 - 2020年12月14日）※全23回
  - ウラキ少尉がスーパーロボット大戦A初見プレイ＆生実況（2021年1月9日 - 2021年3月13日）※全22回

#### 過去の出演番組
レギュラー
- 王子×メガネ生放送対決（ニコニコ生放送、2009年12月21日、2010年1月25日、2010年2月21日）※チャンネル放送
- おしゃべりやってまーす第2放送（K'z Station、準レギュラー2011年1月 - 4月、レギュラー2011年5月[9][注 12] - 2014年11月25日[注 13]）
- 新生紀ドラゴゲリオンZ[注 14]（ニコニコ生放送、2014年4月27日 - 2020年8月23日）※毎月2回放送[注 15]
- 中原麻衣とベジータの「おしゃべりやってまーす」シリーズ（K'z Station）※毎週1回配信
  - おしゃべりやってまーすF（2015年1月13日 - 6月30日[注 16]）
  - おしゃべりやってまーすS（2015年7月7日 - 2019年3月5日）
- まろに☆え〜るTV
  - まろに☆え〜るTV〜復活のM〜（YouTube、2018年7月31日 - 9月26日）※毎月1回配信
  - まろに☆え〜るTV-GT（YouTube、2019年5月4日 - 2020年3月27日）
  - まろに☆え〜るTV-改（GYAO!、2020年10月13日 - 12月29日、休止中[93]）※過去の名作を再編集した番組
- ベジータ様のゲーム地獄（Mildom）※毎週1回放送
  - ベジータ様のゲーム地獄[33]（2020年6月23日 - 2020年11月24日）
  - ベジータ様のゲーム地獄（シーズン2）[34]（2021年1月12日 - 2021年6月29日 ）
- R藤本・BANBANBAN鮫島のベツばなシリーズ（ポッドキャスト）
  - R藤本・BANBANBAN鮫島のベツばな（2021年9月20日 - 2022年3月31日）※毎週月曜と木曜配信
  - R藤本・BANBANBAN鮫島のベツばなEX（2022年5月2日 - 2022年9月20日、2023年8月14日）※毎月2回ほどのペースで配信
  - R藤本・BANBANBAN鮫島のベツばな②（2022年10月3日 - 2023年3月27日）※毎週月曜配信

不定期放送
- 置鮎龍太郎・R藤本のニコ生やってま〜す!（ニコニコ生放送、2016年12月28日 - 2017年3月28日）※チャンネル放送、基本毎月1回放送
- DB芸人!○○でスパーキング![94][95]（au wowmaライブTV、2020年3月15日[注 17] - 2020年10月2日）

単発・長時間スペシャル
ニコニコ生放送
特記しない場合は公式生放送。
この他に「よしよし動画」などのチャンネル生放送にも多数出演。
- LIVE STAND
  - ニコ-1GP 決勝戦【LIVE STAND08】（2008年4月29日）
  - ニコ-1GP2009予選（大阪:2009年7月4日、東京:2009年7月11日）※よしよし動画、MCで出演
  - ニコ-1GP2009決勝大会【LIVE STAND09】（2009年7月18日）※MCで出演
  - R藤本の「LIVE STAND2010開催直前! 幕張メッセから生配信SP（仮）」（2010年7月16日）
- ニコニコ大会議
  - ニコニコ大会議2008冬（2008年12月4日）※ぴっかり高木と一緒に前説
  - ニコニコ大会議2009-2010 全国ツアー ファイナル2Days in 東京（2010年2月19日、2月20日）[注 18]
  - ニコニコ大会議2010秋〜それはロックか?〜（2010年10月28日）※爆笑コメディアンズと一緒に前説
  - ニコニコ大会議2010-11全国ツアー〜ありがとう100万人〜FINAL（凸）（2011年2月4日）※前説
- R藤本の生配信やってみた（2008年12月12日[注 19]、2009年4月15日）※よしよし動画
- 第8回国際ニコニコ映画祭審査会（2008年12月15日）
- 天下一コメント武道会 書き込みクエスチョン25!（2009年2月10日）
- 沖縄国際映画祭
  - 第9回国際ニコニコ映画祭審査会 in 沖縄【第1回沖縄国際映画祭】（2009年3月20日）
  - 第13回 新国際ニコニコ映画祭 in 沖縄【第2回沖縄国際映画祭】（2010年3月27日）
  - 3月のニコニコ神社 in 沖縄【第4回沖縄国際映画祭】（2012年3月25日、3月26日）※MCで出演
  - NAHACHOP CAFEから公開生放送!【第5回沖縄国際映画祭】（2013年3月23日）※よしよし動画
  - ニコニコTAXI神社 in 沖縄【第5回沖縄国際映画祭】（2013年3月24日、3月25日、3月26日、3月27日）※MCで出演
  - ニコニコ町会議 in 沖縄【第6回沖縄国際映画祭】（2014年3月22日、3月23日）※MCで出演
  - お一人様カラオケ in 沖縄【第6回沖縄国際映画祭】[注 20]（2014年3月22日、3月23日、3月24日）
  - ニコニコGALAXY in 沖縄 クイズで90分SP【第8回沖縄国際映画祭】（2016年4月22日）※MCで出演
  - おもスポ!サブステージ【第8回沖縄国際映画祭】（2016年4月23日）※よしよし動画、MCで出演
- 桃井はるこの「独占! モコモコ60分」（2009年6月25日、2009年10月19日）
- Xbox LIVE パーク『インディーズ ゲーム』ナイト（2009年9月6日）
- 高円寺パルサーの高円寺荘四畳半（2009年10月12日）※チャンネル放送
- ニコチャオールスター大感謝祭（2009年12月5日）
- ニコニコDVD実況放送
  - ニコニコDVDで「ノウイング」を鑑賞!（2010年1月24日）
  - ニコニコDVDで「ドラゴンボール・エボリューション」をR藤本と観賞!（2010年1月31日）
  - ニコニコDVDで「劇場版 ドラゴンボールZ」をR藤本と観賞!（2010年2月7日）
- ダンマクエスト 〜リア充との大いなる冒険への旅立ち〜（2010年3月28日）※4元生放送
- R藤本VSやまだん! ニコニコすぎるガチンコバトル生放送!!（2010年5月19日）※よしよし動画＆チャンネル放送
- in東京ガールズコレクション! R藤本ファッションチェック（2010年9月4日）※MCで出演
- ニコゲーオープン記念生放送 〜みんなでGAMEをつくろう〜（2010年9月22日）
- 岩男潤子のSweet Tweet Time（2010年10月8日）※コミュニティ放送
- 芸人ニコニコ電話バトル
  - あなたの電話でギャラが決まる!? 芸人ニコ電バトル（2010年10月13日）
  - 【天下一】芸人ニコ電バトル（2011年2月14日 - 19日）
- R藤本 vs ギャル★男と女の天下一ニコニコ電話討論会!（2010年11月20日）
- ニコニコダンスマスター in 原宿（2010年12月12日）※爆笑コメディアンズと一緒にアトラクションタイムに出演
- 競馬伝説Live!実況プレイ放送
  - 有馬記念直前!  ニコニコアプリ『競馬伝説Live!』R藤本記念杯（GII）（2010年12月25日）
  - ニコニコアプリ『競馬伝説Live!』ビッグバンアタックステークス（GIII）（2011年2月5日）
- ニコニ紅白2010（2010年12月31日）※前説
- 大晦日 TVクルーズ生放送<テレビ実況番組>（2010年12月31日）
- R藤本のユー生ニコ電凸放送【てめぇら覚悟しやがれ〜!】（2011年1月10日）
- ニコニコアプリ『キャプテン翼〜つくろうドリームチーム〜』をみんなでプレイしよう（2011年4月23日）
- R藤本の新衣装（戦闘服）発表! その圧倒的性能とは!?（2011年5月3日）
- 中学星TV
  - 中学星TV〜ニコニコ発伝説アニメ「中学星」メジャーリリース記念〜（2011年5月13日）
  - R藤本×中学星〜ついにオレ様も声優デビューだな〜（2012年5月2日）※よしよし動画
  - 中学星TV〜chu-gakusei.2nd DVD発売記念。（2012年6月11日）
- ファミ通ＬＩＶＥ!!（2011年6月15日、2011年6月22日、2011年7月27日、2011年11月30日）
- YOSHIMO WONDER CAMP TOKYOコラボ生放送
  - 若井おさむ・R藤本のニコニコ芸人アワー（2011年8月7日）※チャンネル放送
  - ムーディ勝山・R藤本のニコニコ芸人アワー（2011年8月8日）※チャンネル放送
  - ネゴシックス・R藤本のニコニコ芸人アワー（2011年8月9日）※チャンネル放送
  - 桜 稲垣早希・R藤本のニコニコ芸人アワー（2011年8月10日）※チャンネル放送
  - ニコニコゲームパーク（2011年8月11日）
  - R藤本のニコニコ芸人アワー（2011年8月13日）※チャンネル放送
- ニコニコ映画実況放送（映画の映像・音声は流れない。実況を楽しむ番組）
  - ニコニコ映画実況 みんなで一緒に『ヱヴァンゲリヲン新劇場版:破 TV版』を見よう!（2011年8月26日）
  - ニコニコ映画実況 みんなで一緒に『サマーウォーズ』を見よう（2012年7月20日）
  - ニコニコ映画実況 みんなで一緒に『崖の上のポニョ』を見よう（2012年8月24日）
  - ニコニコ映画実況 みんなで一緒に『ヱヴァンゲリヲン新劇場版:序 TV版』を見よう!（2012年11月9日）
  - ニコニコ映画実況 みんなで一緒に『ヱヴァンゲリヲン新劇場版:破 TV版』を見よう!（2012年11月16日）
- よしよし動画（仮）SP[注 21]（2011年9月18日）※よしよし動画
- 神社じゃないよ?本社に出現“ニコプリ”のぞき見放送（2011年11月26日、11月27日）※MCで出演
- ニコニコアプリ『忍まめ』で遊ぼう!  〜メインMCは「かよぽりす」でござる の巻〜（2011年12月2日）
- 独り身X’masをHOTけないHOTなプレゼント交換企画！（2011年12月25日）※MCで出演
- えどふみ×NGC大忘年会2011 朝まで公開生実況!!（2011年12月30日）※チャンネル放送
- 視聴者参加型クイズ「ギャザQ」（2012年1月15日）
- 桜 稲垣早希 「○○バカァ! 」会 生中継（2012年3月18日）
- ギャル集合! 速報★渋谷ギャルNEWS（2012年4月22日）
- ニコニコ超会議
  - 【ニコニコ超会議】超会議出張版!! 吉本芸人 劇団アニメ座公演（2012年4月28日）※チャンネル放送
  - 【ニコニコ超会議】名誉店長R藤本と現店長のニコニコ本社反省会（2012年4月29日）※チャンネル放送
  - 【ニコニコ超会議】☆後夜祭!!ボードゲーム・人狼【ニコニコ本社】（2012年5月5日）※チャンネル放送、MCで出演
  - 【ニコニコ超会議2】「KYORAKU吉本超8888888ブース」（2013年4月27日、4月28日）※よしよし動画、MCで出演
  - 【ニコニコ超会議2015】「バンダイ」ブース特別番組（2015年4月25日）※チャンネル放送
  - 【ニコニコ超会議2016】超缶つまブース（2016年4月29日）※チャンネル放送
  - 【ニコニコ超会議2018】超料理ステージ supported by カゴメ（2018年4月28日）
  - 【ニコニコ超会議2018】超ニコラジ supported by サッポロ生ビール黒ラベル（2018年4月29日）
- 小松彩夏の公開生放送番組にゲスト出演
  - 小松彩夏×R藤本 トークイベント＆公開生放送（2012年4月30日）※チャンネル放送
  - 『超こまっちゃんねる』生放送〜!!（2013年4月27日）※チャンネル放送
  - 小松彩夏の「クリスマスなんてぶっ壊してやる！」公開生放送（2014年12月20日）※チャンネル放送
  - 「ゆく年くる年こまっちゃんねる」公開生放送（2015年12月29日）※チャンネル放送
- 北九州市に新しいアニメの聖地がOPEN! 松本零士×ちばてつやトークショー（2012年8月3日）※聖地紹介部分のMC担当
- ニコニコ夏期講習
  - 「ニコニコ夏期講習」前夜放送（2012年8月17日）※チャンネル放送
  - 夏休み特別企画★ニコニコ夏期講習（2012年8月18日）※チャンネル放送、MCで出演
- サタデー・ナイト・ライブ JPN事前番組を実況（2012年11月17日）※よしよし動画
- 24時間よしよし動画（2012年12月15日 - 2012年12月16日）※よしよし動画
- ニコニコ本社のクリスマス「誰かとプレゼント交換会」＆「付き合ってみた」（2012年12月24日）※MCで出演
- YNNを見る！【ネタ動画サイト実況】（2013年1月19日、2013年2月23日、2013年3月16日）※よしよし動画
- 生の空気読み。（2013年3月8日、2013年3月15日、2013年3月22日）※よしよし動画
- 劇団アニメ座ニコニコ生放送!（2013年3月18日、2013年7月18日、2013年9月19日）
- 「ホコリにまみれて」第16回〜R藤本に学べ！ニコ動道!!〜（2013年6月3日）※よしよし動画
- 『R100』公開記念！「ご当地女王様決定戦」（2013年9月15日、2013年9月20日、2013年9月28日）※よしよし動画
- ニコニコ町会議
  - ニコニコ町会議 in 大阪なんば 湊町リバープレイス[注 22]（2013年11月10日）
  - ニコニコ町会議 in 大阪 水都大阪ミナミフェスティバル2014（2014年11月1日）
  - ニコニコ町会議 in 大阪 とんぼりリバーウォークステージ（2014年11月1日）
  - 町会議＋闘会議＋超パーティー発表会（2015年6月26日）※ニコニコ町会議大阪代表として出演
  - ニコニコ町会議全国ツアー in 水都大阪2016（2016年11月13日）
  - 町ゲームクルーズ in 水都大阪2016（2016年11月13日）
  - ニコニコ町会議全国ツアー2018 in 吹田市 大阪文化芸術フェス2018（2018年10月21日）
- 集まれ！ちっちゃいおっさんの部屋（2013年12月1日）※MCで出演
- 年末年始ぶっ通し78時間全局テレビ実況（2013年12月31日 - 1月4日）※7元生放送。爆笑コメディアンズとBANBANBAN・山本と交代で出演[注 23]。
- N-1グランプリ2014-presented by mixi-（準決勝、2014年5月18日/決勝、2014年5月25日）
- YOSHIMOTO TOWN2014 〜生放送〜
  - 〜25時間生放送その1〜（2014年9月13日、14日）※ネタ見せコーナーに出演
  - 〜25時間生放送その2〜（2014年9月27日、28日）※ネタ見せコーナー、大喜利コーナーに出演
  - ルミネtheよしもと出張版〜爆笑ネタライブ〜（2014年11月17日）
  - 〜25時間生放送その3〜（2014年11月29日、30日）※ネタ見せコーナー、大喜利コーナーに出演
  - 〜25時間生放送その4〜（2015年1月11日）※大喜利コーナーに出演
- マックスむらいの関連番組にゲスト出演
  - AppBank がんばれ！マックスむらいのパズドラ攻略！[注 24]（2014年9月29日[注 25]、2015年1月5日、2015年3月16日）
  - マックスむらい生誕祭 in スタジオアルタ（2014年12月11日）
  - 年末ゲーム実況特番 大晦日ファイナルクエスト！マックスむらいの年忘れパズドラ（2014年12月31日）
  - AppBank vs SUPERSTARs!!! アニメソング歌合戦 in ニコファーレ（2015年6月25日）※チャンネル放送
  - AppBank ファンミーティング Final in 大阪（2016年11月12日）
- ダイナマイト関西2014 DVD発売前夜 ガチ生放送（2014年12月1日）※チャンネル放送
- ニコニコ国会議
  - ニコニコ国会議&AAA直前緊急特番（2014年12月2日）
  - ニコニコ国会議 in シンガポール Japan Internet Culture Festival（2014年12月5日、6日、7日）※AFAと併催
- 謎解きゲーム「タイムスリップ NMB48」生放送
  - タイムスリップ NMB48〜原始時代からの脱出〜エンディングスペシャル（2015年3月30日）※MCで出演
  - タイムスリップ NMB48〜未来都市NAMBAからの脱出〜 in ニコファーレ（2015年5月29日）※MCで出演
- 小笠原茉由のまーちゅんチャンネル（2015年12月24日）※チャンネル放送
- ドラゴンクエストシリーズ ゲーム実況放送
  - 電脳王日本一決定戦!ゲーム駅伝 ～ドラゴンクエストIII～（2016年5月8日）※MCで出演
  - ドラゴンクエストIV ゲーム実況（2016年6月18日）
  - ドラゴンクエストVII 7日間ゲーム実況（2017年2月24日）
  - ドラゴンクエストVIII ゲーム実況（2017年3月19日）
  - ドラゴンクエストIX ゲーム実況（2017年4月23日）
- 『討鬼伝2』体験会/開会式&タイムアタック大会生中継（2016年7月24日）
- まりえってぃ､るるきゃんの『ゲームは１日○時間!』（2016年10月3日、2018年2月5日、2019年3月29日、2019年11月14日）
- タカサ倶楽部（2016年11月21日、2017年2月27日、2017年4月10日、2017年7月25日、2017年12月11日）※チャンネル放送
- 大晦日はゲームで年越しカウントダウン生放送SP（2016年12月31日）
- イケハロファンタジー～ビンゴクエスト～（2017年10月29日）
- TOKYOアニメツーリズム2018×SAO（2018年2月12日、2018年2月17日）
- うまい棒でマジお菓子ハウスを作ろう（2018年8月25日）※公式実験放送
- 疑心暗鬼大喜利バトル 滑狼～ニコニコゲート～（2019年4月9日 - ）※チャンネル放送、ほぼ毎回ゲスト出演
- 伊福部・向のラジオ☆スターダストボーイズ（2020年1月27日）※チャンネル放送
- 『LoveR Kiss』マルチ実況大作戦！～写真を撮って彼女をつくろう!!～（2022年3月25日）
- 【ファミコン40周年】『がんばれゴエモン2』『スーパー魂斗羅』をR藤本、伊藤こう大がプレイ!（2023年7月17日）

その他ネット配信
単発・長時間スペシャル
- 宮脇友輔のミヤログネットラジオ第10回（宮脇友輔 公式ウェブサイト、2007年9月30日）
- もすぐりんのラジオ
  - モスラジオ第57回、第58回（もすぐりん公式HP、2009年2月18日、2009年2月25日）
  - もすラジオ第14回、第15回（YouTube、2011年9月18日、2011年9月27日）
- K'z Stationのおしゃべりやってまーす関連番組に多数ゲスト出演
  - おしゃべりやってま〜す月曜（2009年3月9日、2009年3月16日）[9]
  - おしゃべりやってまーす第2放送（2009年6月16日、6月23日、11月24日、12月1日、2010年1月12日、4月20日、10月5日 - 11月16日[注 26]、12月14日 - 12月28日）※2011年1月頃から準レギュラー昇格、2011年5月頃からレギュラー昇格
  - おしゃべりやってまーすB!（2013年11月23日）
  - おしゃべりやってまーす第1放送（2014年2月17日、2015年9月28日）
  - おしゃべりやってまーす第3放送（2014年11月26日、2014年12月3日）
  - 平松会議中（2014年4月15日、2015年1月6日、2015年9月1日、2015年9月8日）
  - 二次元同好会総本部（2014年4月23日、2014年4月30日、2014年6月11日、2014年6月18日、2014年6月25日）
  - おしゃべりやってま～す極み（2015年12月26日）
  - おしゃべりやってま～す第48放送5th（2016年5月16日）
  - おしゃべりやってま～すレボリューション（2016年6月2日、6月9日、8月18日、12月8日、2017年4月6日、4月13日、2018年3月8日、3月15日）
  - おしゃべりやってま～すNプリ（2016年8月3日、2016年8月10日、2018年6月6日、2018年6月13日）
- 高円寺荘四畳半（k-station、2009年3月27日、2009年4月3日）
- バードがやらなきゃ誰がやる!! 第1回（東京ネットラジオ、2009年4月22日）
- 爆笑コメディアンズの「放課後プレイルーム」（LIVE Station.TV、2010年4月2日）※前半30分のみニコニコ生放送同時配信
- 美佳子@ぱよぱよ（アニメイトTV、2011年9月15日、2012年4月26日、2015年4月24日）
- めちゃ×2ユルんでるッ!（ゼロテレビ、2013年4月28日）※他の芸人と一緒に10分ほど出演
- なりきりDRAGON BALL（ドラゴンボール）チャレンジ！[96]（YouTube、2013年9月16日）
- 高橋美佳子の の〜ぷらんでいこう♪（文化放送超!A&G+、2014年3月18日）
- マックスむらいの公式YouTubeチャンネル動画にゲスト出演
  - ドラゴンボールガチャでベジータ出た!!（2014年10月4日）
  - ベジータ様とおしゃべり。(色々聞いてみた)（2014年10月5日）
  - ベジータが襲来した時はこのアプリで対抗しろ！（2014年10月5日）
  - ベジータ様の引きが強すぎる！コラボガチャ4連！（2015年3月27日）
  - 3人のガチ勝負！（前半:2015年3月27日、後半:2015年3月28日）
  - ゴー☆ジャス＆ベジータ様のすごくどうでもいい話（2015年4月19日）
  - ベジータ様が地球人どもに説教してやる。（2015年4月22日）
  - ベジータ様(R藤本)とエヴァ芸人 稲垣早希ちゃんがAppBankにやってきた!!シリーズ（2016年8月22日 - 2016年8月28日）※毎日配信全7回
- のま口動画通信 人狼ゲームSP #20（Ustream、2014年10月25日）
- バイバイワールドのオールナイトニッポンw（YouTube、2015年2月24日 - 2015年3月31日、2015年5月19日、2015年5月26日）
- 裏切りマンキーコングのオールナイトニッポンw（YouTube、2016年11月24日、2016年12月8日、2016年12月22日、2017年1月12日）
- デヴィ夫人の帰ってきた夫人のお部屋（OPENREC.tv、2017年4月13日）
- 沖縄国際映画祭
  - 沖縄でとことん「ぷよテト」がしたいんす【第10回沖縄国際映画祭】（Extractor.live、2018年4月20日）
  - 芸人鉄拳7トーナメント!【第10回沖縄国際映画祭】（Extractor.live、2018年4月21日）
  - うちなー常識クイズ【第10回沖縄国際映画祭】（Extractor.live、2018年4月21日）
- ベジータとカイジがドラゴンクエスト5 初見実況（YouTubeLive、2018年8月16日、2018年8月24日、2018年9月8日）
- ベジータとカイジがFINAL FANTASY X実況（YouTubeLive、2019年2月1日 - 2019年3月8日）※全7回
- ベジータとカイジのミッドナイトルーム（大阪チャンネル、2019年2月14日 - 2019年3月18日）※全6回
- アニコロ!（i-dio、2020年2月3日、2020年2月10日）
- 実況！ゲーム大好き芸人と2人の高橋名人!?～Presented by PCエンジン mini～（Amazonプライム・ビデオ、2020年3月16日、3月17日、3月18日）※全5回

## 書籍

### コラム連載
- R藤本のつまらないゲームなど必要ない!（Mac Fan、2021年9月号（2021年7月29日発売） - 2024年5月・6月合併号（2024年3月29日発売））
- R藤本のつまらないゲームなど必要ない!Z（Mac Fan Portal、2024年5月29日[97] - ）

## 舞台

### 大会
- M-1グランプリ
  - 「M-1グランプリ2003」1回戦
  - 「M-1グランプリ2004」1回戦
  - 「M-1グランプリ2005」1回戦
  - 「M-1グランプリ2006」1回戦
  - 「M-1グランプリ2007」1回戦
  - 「M-1グランプリ2009」2回戦進出（バード238とR藤本として）
  - 「M-1グランプリ2015」2回戦進出（ドラゴゲリオンZ、サイヤ人地球襲来!として）
  - 「M-1グランプリ2021」3回戦進出（アイデンRとして）
- R-1ぐらんぷり
  - 「R-1ぐらんぷり2006」2回戦進出
  - 「R-1ぐらんぷり2007」2回戦進出
  - 「R-1ぐらんぷり2008」準決勝進出
  - 「R-1ぐらんぷり2009」2回戦進出
  - 「R-1ぐらんぷり2010」2回戦進出
  - 「R-1ぐらんぷり2012」3回戦進出
  - 「R-1ぐらんぷり2014」3回戦進出
  - 「R-1ぐらんぷり2015」準決勝進出
- キングオブコント
  - 「キングオブコント2008」2回戦進出
  - 「キングオブコント2015」2回戦進出（ドラゴゲリオンZとして)
  - 「キングオブコント2021」2回戦進出（アイデンRとして)
- 第2回Joy-Champ（ワッハ上方、2007年6月17日）優勝
- baseプレステージ20決勝（baseよしもと、2008年3月23日）
- バトルオワライヤル
  - バトルオワライヤルNEXT 〜ルール無用で笑わし合いをしてもらいます〜（ヨシモト∞ホール、2011年10月16日）優勝
  - バトルオワライヤル 〜今から日本を笑かしてもらいます〜（なんばグランド花月、2011年10月26日）
- N-1グランプリ-presented by mixi-
  - 「N-1グランプリ2014」（準決勝、新宿シアターモリエール、2014年5月18日/決勝、ヨシモト∞ホール、2014年5月25日）決勝進出

#### 大喜利ライブ
- 大喜利ライブ「転脳児杯」
  - 第2回「転脳児杯」（予選、ワッハ上方、2007年4月22日/本選、クレオ大阪中央、2007年5月13日）準優勝
  - 第3回「転脳児杯」（予選、ワッハ上方、2007年10月11日/本選、あべのベルタ、2007年11月24日）本戦進出
  - 第4回「転脳児杯」（予選、ワッハ上方、2008年2月22日/本選、あべのベルタ、2008年4月19日）本戦進出
  - 転脳児杯ver.S（新宿Fu-、2012年7月28日）
  - 転脳児杯 決勝戦（しもきた空間リバティ、2013年6月16日）
  - 転脳児杯 決勝戦2（新宿ハイジアV-1、2013年8月4日）
  - 転脳児杯 決勝戦3（新宿ハイジアV-1、2013年10月6日）
  - 転脳児杯 決勝戦4（新宿ハイジアV-1、2014年3月2日）優勝
  - 転脳児杯 決勝戦5（新宿ハイジアV-1、2014年7月6日）
  - 転脳児杯 決勝戦7（しもきた空間リバティ、2015年2月15日）
  - 転脳児杯 決勝戦8（新宿劇場バティオス、2015年6月21日）
  - 転脳児杯 決勝戦9（新宿劇場バティオス、2015年9月20日）
  - 転脳児杯 決勝戦11（新宿THEATER BRATS、2016年2月20日）
  - 転脳児杯 決勝戦12（新宿ハイジアV-1、2016年8月20日）優勝
  - 転脳児杯 決勝戦13（新宿劇場バティオス、2017年2月12日）
  - 転脳児杯 決勝戦15（新宿劇場バティオス、2017年8月6日）
  - 転脳児杯 決勝戦16（新宿劇場バティオス、2018年2月18日）
  - 転脳児杯 決勝戦18（新宿劇場バティオス、2018年10月8日）優勝
- D関無双およびダイナマイト関西

素の状態で出場する場合と、ベジータの状態で出場する場合がある。
キャッチコピーはそれぞれ「スーパーおもしろ地球人」（R藤本）、「大喜利エリート」「スーパーおもしろサイヤ人」（ベジータ）
- D関無双
  - 2011年1月18日（品川よしもとプリンスシアター）特別タッグマッチにベジータとして出場：勝利
  - 2011年3月29日（品川よしもとプリンスシアター）サバイバルにR藤本として出場：優勝
  - 2011年5月26日（品川よしもとプリンスシアター）特別タッグマッチにR藤本として出場：敗退
  - 2011年9月6日（品川よしもとプリンスシアター）特別シングルマッチにR藤本として出場：勝利
  - 2012年2月17日（ルミネtheよしもと）なりきりサバイバルにベジータとして出場：優勝
  - 2012年6月23日（ルミネtheよしもと）キャラクタータッグマッチにベジータとして出場：勝利
  - 2012年12月22日（ルミネtheよしもと）特別タッグマッチにR藤本として出場：勝利
- 第22回ビックワン大喜利世界一決定戦決勝（なかのZERO、2011年5月4日）優勝
- ダイナマイト関西
  - ダイナマイト関西ヤングマスター（ルミネ the よしもと、2012年4月14日）優勝
  - ダイナマイト関西vsギャグ漫画家大喜利バトル!!〜第一次大喜利大戦〜（草月ホール、2012年8月25日）特別シングルマッチにベジータとして出場：敗退
  - ダイナマイト関西2014 〜全日本大喜利選手権〜
    - 2014年2月22日（ルミネtheよしもと）グループリーグ予選(2)山根良顕（アンガールズ）戦：勝利
    - 2014年4月26日（ルミネtheよしもと）グループリーグ予選(4) ケンドーコバヤシ戦：敗退
    - 2014年5月31日（ルミネtheよしもと）グループリーグ予選(5) 博多大吉（博多華丸・大吉）戦：勝利/決勝トーナメント進出
    - 2014年8月16日（浅草公会堂）〜決勝トーナメント大会〜 飯尾和樹（ずん）戦：敗退/ベスト8

  - ダイナマイト関西15th Anniversary 〜2014DVD発売記念大会〜
    - 2014年12月12日（ルミネtheよしもと）大会(1)
    - 2014年12月13日（ルミネtheよしもと）大会(2)
    - 2014年12月25日（なんばグランド花月）大会(3)

  - ダイナマイト関西2015 団体対抗戦（ルミネ the よしもと、2015年4月11日）団体戦 優勝（先鋒として出場し2人抜き）、強制BET大喜利 優勝、大喜利（オギリ）メーションでベジータとして出演
  - ダイナマイト関西2015 〜事務所対抗団体戦〜
    - 2015年7月24日（ルミネtheよしもと）吉本21世紀軍 vs ASH&Dコーポレーション：敗退（吉本21世紀軍として出場）
    - 2016年1月31日（東京グローブ座 ）決勝大会

  - ダイナマイト関西2015 ～東西対抗団体戦～（なんばグランド花月、2015年12月20日）
  - ダイナマイト関西2016オープントーナメント大会
    - 2016年8月18日（ルミネtheよしもと）予選トーナメント(3)エキシビション
    - 2016年8月26日（ルミネtheよしもと）予選トーナメント(4)優勝/準決勝大会進出
    - 2016年11月27日（ルミネtheよしもと）準決勝大会 岩尾望（フットボールアワー）戦：勝利/決勝大会進出
    - 2016年12月25日（よみうりホール）決勝大会 竹若元博（バッファロー吾郎）戦：勝利/博多大吉戦：敗退/ベスト4

### イベント

#### イベント出演
- LIVE STAND
  - LIVE STAND08（幕張メッセ、2008年4月26日、27日、29日）ぴっかり高木とR藤本として出演
  - LIVE STAND09（幕張メッセ、2009年7月18日）
- 落合記念館ゲーム4〜木村明浩壮行トーナメント大会（新宿ロフトプラスワン、2008年10月4日、10月5日）
- はとライブvol.10（代々木八幡区民会館、2008年10月11日）
- ベルカンプの企画日和（新宿ゴールデン街劇場、2008年10月12日）
- 不毛な議論（ラフォーレミュージアム原宿、2008年10月13日）
- 渦潮ライブ（劇場バイタス、2008年10月13日）
- 庵。主催ライブ『TOSHIE．38』（中野Vスタジオ、2008年10月18日）
- アニトーク☆亜種
- 落語寄席2（浅草花月、2009年8月22日）
- 髭男爵のトーク舞踏会10〜お父さんの工場がどうなってもよいのかい?〜（Naked Loft、2009年12月1日）
- 第13回新国際ニコニコ映画祭（2010年3月27日）ゲスト審査員
- 星屑たちのステージ vol.13 〜星屑たちの新歓コンパ! 〜（新宿Naked Loft、2010年4月15日）
- 言語遊戯王
  - 言語遊戯王ヤング杯（北沢タウンホール、2010年11月3日）
  - 言語遊戯王オルタナティブ3（北沢タウンホール、2010年12月17日）
  - 言語遊戯王8（中野サンプラザ、2011年2月3日）
- ミッシング・タイム 〜奇抜探偵・四条司の堂々たる推理〜（神保町花月、2011年3月1日 - 6日）
- YOSHIMOTO WONDER CAMP
  - YOSHIMOTO WONDER CAMP TOKYO（2011年8月7日 - 13日）
  - YOSHIMOTO WONDER CAMP KANSAI（2011年9月18日）
- ショートラジオ フェスティバル
  - SLUSH-PILE.プロデュース「ショートラジオ フェスティバル」（新宿ロフトプラスワン、2011年9月3日）
  - SLUSH-PILE.プロデュース「ショートラジオ フェスティバル2」（下北沢駅前劇場、2012年1月28日）
- 煩悩短編小説朗読会〜単行本発売記念〜（阿佐ヶ谷ロフトA、2011年12月29日）
- 煩悩短編小説ナイト2（阿佐ヶ谷ロフトA、2012年6月13日）
- 企画ナイト
  - 限界ナイト（阿佐ヶ谷ロフトA、2012年2月9日）
  - 発表ナイト（阿佐ヶ谷ロフトA、2012年3月5日）
  - 本当の理由ナイト（阿佐ヶ谷ロフトA、2012年4月14日）
  - 企画ナイト10～せきしろ&上田生誕記念（新宿ロフトプラスワン、2015年11月2日）
- 池Pプレゼンツ Vol.16 第2回納涼祭 涼さんぽ（新宿ロフトプラスワン、2012年8月12日）
- ザ・ギース尾関プレゼンツ『チーズナイト』（阿佐ヶ谷ロフトA、2012年8月13日）
- 節分が待ちきれない! ナイト（阿佐ヶ谷ロフトA、2013年2月1日）
- 初体験ナイト（新宿ロフトプラスワン、2013年3月30日）
- 進一ナイト（新宿ロフトプラスワン、2013年6月21日）
- つぶぞろい
  - つぶぞろい3〜完全にウレかけてますSP〜（新宿バイタス、2012年2月25日）
  - つぶぞろい4〜ザ・ファイナル〜（新宿バイタス、2013年4月14日）
- ギャグラリー（ルミネtheよしもと、2012年4月4日 - ）※不定期開催、ほぼ毎回出演。

- 宮野真守ファンクラブイベント
  - 宮野真守「Laugh & Peace」ファンクラブイベント VOL.1（舞浜アンフィシアター、2012年9月30日）ゲストMC
  - 宮野真守「Laugh & Peace」ファンクラブイベント VOL.3（両国国技館、2014年11月2日）ゲスト出演
  - 宮野真守「Laugh & Peace」ファンクラブイベント VOL.4（パシフィコ横浜、2015年10月12日/グランキューブ大阪、2015年10月18日）テレビ電話出演
  - 宮野真守「Laugh & Peace」ファンクラブイベント VOL.5（幕張メッセ、2017年6月3日）VTR出演
  - 宮野真守「Laugh & Peace」ファンクラブイベント 2021 ～10th Anniversary～（両国国技館、2021年11月6日）VTR出演
- JUNK presents 他力本願ライブ2（草月ホール、2012年12月21日）
- 爆笑丸坊主軍団プレ旗揚げ興行（新宿文化センター 小ホール、2013年1月14日）
- スタディゲームシリーズ

- 芸人狼 〜春なのにお別れですか〜（北沢タウンホール、2013年3月21日）
- 岡田斗司夫によるトークライブ「ガンダム塾」（三鷹産業プラザ、2013年3月31日）
- Circus
  - Circus（新宿Fu-、2013年4月20日）
  - Circus vol.5（新宿ハイジアV-1、2014年4月6日）
  - Circus vol.7（新宿ハイジアV-1、2014年6月8日）
  - Circus vol.8（新宿ハイジアV-1、2014年8月3日）
- スター妄想カードバトル「スタモン」（北沢タウンホール、2013年4月21日）
- 高佐レジャーランド（新宿ロフトプラスワン、2013年7月27日）
- 影山ヒロノブ・遠藤正明・きただにひろしの「ゆかいな仲間たち」
  - ANIME JAPAN FES 2013「ゆかいな仲間たち2013」(Zepp Tokyo、2013年8月10日)ゲスト出演
  - ANIME JAPAN FES 2014「ゆかいな仲間たち2014」(Zepp Tokyo、2014年8月9日)ゲスト出演
  - ANIME JAPAN FES 2015「ゆかいな仲間たち2015」(Zepp Tokyo、2015年8月14日)ゲスト出演
  - Act Against AIDS 2016「アニソン AAA Vol.5～ゆかいな仲間たち～」（Zepp Tokyo、2016年12月1日）ゲスト出演
  - Act Against AIDS 2017「アニソン AAA Vol.6～JAM Projectとゆかいな仲間たち～」（Zepp Tokyo、2017年12月1日）ゲスト出演
  - Act Against AIDS 2019「アニソン AAA Vol.8～JAM Projectとゆかいな仲間たち～」（Zepp Tokyo、2019年12月1日）ゲスト出演
- 天津単独ライブ「お尻小僧」（渋谷シアターD、2013年8月24日）ゲスト出演
- フットンダ王決定戦2014出場枠争奪！勝ち抜きバトル（よしもと幕張イオンモール劇場、2013年12月28日）優勝[3]
- 天津向プロデュース「アニ×ワラ」（2014年1月18日 - ）※レギュラーメンバー

- ダイナマイト岩橋 〜すっきりワード王決定戦〜（ルミネtheよしもと、2014年7月19日）
- BAYSIDE HALLOWEEN 2014（BAYSIDE YOKOHAMA、2014年10月26日）
- C12 〜先進キャラ芸人首脳ライブ〜（新宿ハイジアV-1、2014年11月3日）
- バ吾Aねーしょん
  - バ吾Aねーしょん（新宿ロフトプラスワン、2014年12月1日）
  - バ吾Aねーしょん2（新宿ロフトプラスワン、2015年9月24日）
  - バ吾Aねーしょん3（新宿ロフトプラスワン、2016年8月23日）
  - バ吾Aねーしょん4～新春!オールスター夢の音楽祭（新宿ロフトプラスワン、2017年1月24日）
  - バ吾Aねーしょん5～ソング、歌、そして日本～（新宿ロフトプラスワン、2018年2月27日）
  - バ吾Aねーしょん6～ありがとう平成、歌、そして日本～（新宿ロフトプラスワン、2018年12月3日）
  - バ吾Aねーしょん7～オリンピック、そして日本～（新宿ロフトプラスワン、2020年2月25日）
- 高佐爆笑ディナーショー（新宿ミノトール2、2014年12月14日）
- ガチ人狼
  - ガチ人狼〜元旦SP〜（神保町花月、2015年1月1日）
  - ガチ人狼 (神保町花月、2015年2月21日、2015年7月19日)
- よしもとドッカンスペシャル!! 〜若手から中堅芸人まで100組ネタライブ〜（ルミネtheよしもと、2015年1月4日）
- 吉本興業PRESENTS舞浜爆笑ライブ「ホテリゾ2015」（サンルートプラザ東京、2015年1月20日）
- ウルトラC〜朝から晩までウルトラC〜（新宿バティオス、2015年1月25日）
- クッキング・ラフ（新宿ハイジアV-1、2015年1月26日）
- 高佐バレンタインデー 〜恋にゲームに大忙し〜（新宿Naked Loft、2015年2月14日）
- すいているのに相席
  - すいているのに相席3（新宿シアターモリエール、2015年2月22日）※アフタートークゲスト
- 「R指定-1ぐらんぷり 〜放送できない王決定戦〜」（大宮ラクーンよしもと劇場、2015年2月23日）
- ザ・ギーストークライブ「反省しない5」（阿佐ヶ谷ロフトA、2015年3月9日）
- 第4回「たいさく君」ライブ（中野Vスタジオ、2015年3月19日）
- とにかく明るい安村プレゼンツ「とにかく楽しいピンネタライブ」（よしもと幕張イオンモール劇場、2015年3月24日）
- 「ごきぶり」のポーカー　vol.2（下北沢 小劇場B1、2015年4月13日）
- ここみん寄席（阿佐ヶ谷ロフトA、2015年4月14日）
- 三井寿ゲーム
  - 三井寿ゲーム2015（新宿ロフトプラスワン、2015年7月13日）
  - 三井寿ゲーム2017（新宿ロフトプラスワン、2017年7月24日）
- 少年コンブ
  - 少年コンブ〜アニメネタ祭り〜（新宿シアターミラクル、2015年7月14日）
  - 少年コンブvol.2 第2部（あにめ座バロックカフェ、2016年1月23日）
- ピンネタライブ「たんぴん」（大宮ラクーンよしもと劇場、2015年8月1日）
- K-PRO お笑いスペシャルライブ「行列の先頭in大阪」昼の部・夜の部（LIVE cafe道頓堀ZAZA HOUSE、2015年8月9日）
- バッファロー吾郎Ａ対せきしろ『第二次ネタ代理戦争』（北沢タウンホール、2015年10月10日）
- 第2回沖縄国際コスプレ祭【第9回沖縄国際映画祭】（ミハマ・アメリカンビレッジ、2017年4月22日）※配信なし
- 【ニコニコ超会議2017】超ナポリたんブース（幕張メッセ、2017年4月29日、30日）※配信なし
- とちてれ★アニメフェスタ!まろに☆え〜るTVステージ（オリオンスクエア）
  - 2818（2018年5月5日）
  - 2019（2019年5月4日）
  - 2022（2022年5月7日）
  - 2023（2023年5月6日）
- 「堀川りょう主催イベント Live Japan Exhibition」（HOLIDAY SHINJUKU、2019年12月8日）※堀川りょうとの初共演
- OSAKA HAZIKETEMAZARE FESTIVAL

#### 大喜利イベント
- バッファロー吾郎Aの試練の大喜利十番勝負（北沢タウンホール、2012年2月4日）
- ミス大喜利
  - ミス大喜利2012 第一次審査（阿佐ヶ谷ロフトA、2012年11月10日）
  - ミス大喜利2012 ファイナルステージ（阿佐ヶ谷ロフトA、2012年12月16日）
- R藤本と本間正人の大喜利教室（日比谷図書文化館 大ホール、2012年12月20日）
- 大喜利ワールドカップ（新宿ロフトプラスワン、2014年7月6日）
- 大喜利セリエA（ルミネtheよしもと、2014年7月25日）
- 新春！書き初め大喜利王決定戦〜この日、日本で一番面白い書き初めをあなたへ〜（神保町花月、2015年1月2日）
- 『芸人と漫画家による大喜利 〜どっちつかずの僕が主催〜』（新宿ロフトプラスワン、2015年1月8日）
- 大喜利荘（吉祥寺シルバーエレファント、2015年1月13日）
- 笑い飯・千鳥の大喜利ライブ（ルミネtheよしもと、2015年2月1日）
- D関2015 練習試合 in阿佐ヶ谷ロフト（阿佐ヶ谷ロフトA、2015年6月1日）
- 大久保佳代子の大喜利ファンタジスタ 激闘篇（Loft9 Shibuya、2016年8月29日）

#### 「ユーモア軍団」関連
「ユーモア軍団」関連イベント
- ユーモアリーグ戦、死のグループ（新宿ロフトプラスワン、2011年8月20日）
- ユーモア軍団オーディションvol.1『ギース尾関編』（阿佐ヶ谷ロフトA、2011年11月8日）
- ユーモア軍団オーディション〜ザブングル加藤編〜（下北沢OFF OFFシアター、2012年6月4日）
- ユーモア学園（新宿ロフトプラスワン、2012年9月21日）
- ユーモアフェス<夜の部>・<深夜の部>（阿佐ヶ谷ロフトA、2012年11月10日）
- 5ユーモア 〜おもしろカード王決定戦〜（ネイキッド・ロフト、2015年2月15日）
- 野田単独２〜野田さんだよ、開けておくれ〜（新宿ロフトプラスワン、2015年7月20日）
- ユーモア軍団オーディション〜キングオブコメディ高橋編〜（北沢タウンホール、2015年10月11日）
- ユーモアイベント選抜じゃんけん大会（ネイキッド・ロフト、2016年4月11日）

#### 「劇団アニメ座」
不定期開催
- 劇団アニメ座 （2010年11月15日 - ）※レギュラーメンバー

#### 主催またはメイン出演
- R藤本の水曜はじけてまざれ!関連ライブ
  - よしよし動画presents「ベジータ芸人R藤本のオールナイトdeはじけてまざれ! 」（Naked Loft、2009年10月16日）
  - 出張! はじけてまざれ! LIVE in 表参道（表参道ヒルズ・スペースオー、2011年4月30日）
  - 「よしよし動画（仮）SP」出張! はじけてまざれ! in 西の都[注 21]（心斎橋スポニチPLAZA、2011年9月18日）
  - 「R藤本の水曜はじけてまざれ!」放送250回記念!公開生放送・HAJIMA THE LIVE!（阿佐ヶ谷ロフトA、2014年11月12日）
  - DBナイトdeはじけてまざれ（初台DOORS、2015年9月23日）
  - スタジオカドタpresentsセルゲームナイト（新宿ロフトプラスワン、2017年4月12日）
- DB芸人関連ライブ
  - DBナイト（2012年6月8日 - ）※不定期開催
  - DB芸人バーサスライブin大宮（大宮ラクーンよしもと劇場、2018年1月30日 - ）※毎月開催

- 新生紀ドラゴゲリオンZ関連ライブ
  - 新生紀ドラゴゲリオンZ劇場版（ヨシモト∞ホール、2014年6月14日 - 2018年12月9日）※毎月開催

- レトロゲームLIVE関連ライブ
  - ベジータとカイジがレトロゲームLIVE in 幕張（よしもと幕張イオンモール劇場、2017年4月29日）
  - ベジータとカイジがレトロゲームLIVE in 幕張Ⅱ（よしもと幕張イオンモール劇場、2017年9月23日）
  - ベジータとカイジがレトロゲームLIVE in 大阪（朝日劇場、2018年2月16日）
  - ベジータとカイジが最新ゲームLIVE in ポストよしもと（ポストよしもと、2018年4月2日）
  - ベジータとカイジがレトロゲームLIVE in 幕張III（よしもと幕張イオンモール劇場、2018年4月29日）
  - ベジータとカイジがレトロゲームLIVE ええ感じカウントダウン IN 幕張（よしもと幕張イオンモール劇場、2018年12月31日）
- その他ライブ
  - 池Pプレゼンツ Vol.9「R藤本アワー 笑っていいだろう!」[9]（武蔵野スイングホール、2010年10月9日）
  - R藤本のシチサンLIVE「アニキャラNo.1決定戦」（渋谷J-POP CAFE、2010年7月31日）
  - ぴっかり高木ナイト（ネイキッド・ロフト、2012年12月7日）
  - 大喜利キングダム（神保町花月、2014年4月29日）
  - 岩川モラルナイト（ネイキッド・ロフト、2014年5月10日）
  - 大喜利ダイヤモンド（LOFT9 Shibuya、2016年11月28日）
  - 大喜利ダイヤモンド2（LOFT9 Shibuya、2017年4月14日）

#### 単独ライブ
- 第1回R藤本単独ライブ「待っててやるから早く来やがれ!」[73]（新宿シアターブラッツ、2012年4月21日、2回公演）
- 第2回R藤本単独ライブ「オレが自動的に宇宙で最強の男になる」[98]（ヤクルトホール、2015年5月2日）
- R藤本 闇単独ライブ「ベジータが出てこないライブ」[9]（渋谷シアターD、2015年6月13日）

## DVD
- ダイナマイト関西2014（2014年12月3日発売[99]）